# Падение Гондолина

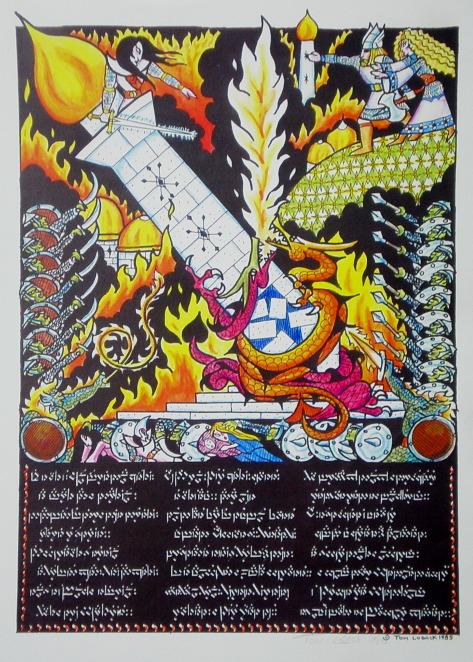
Падение башни Тургона

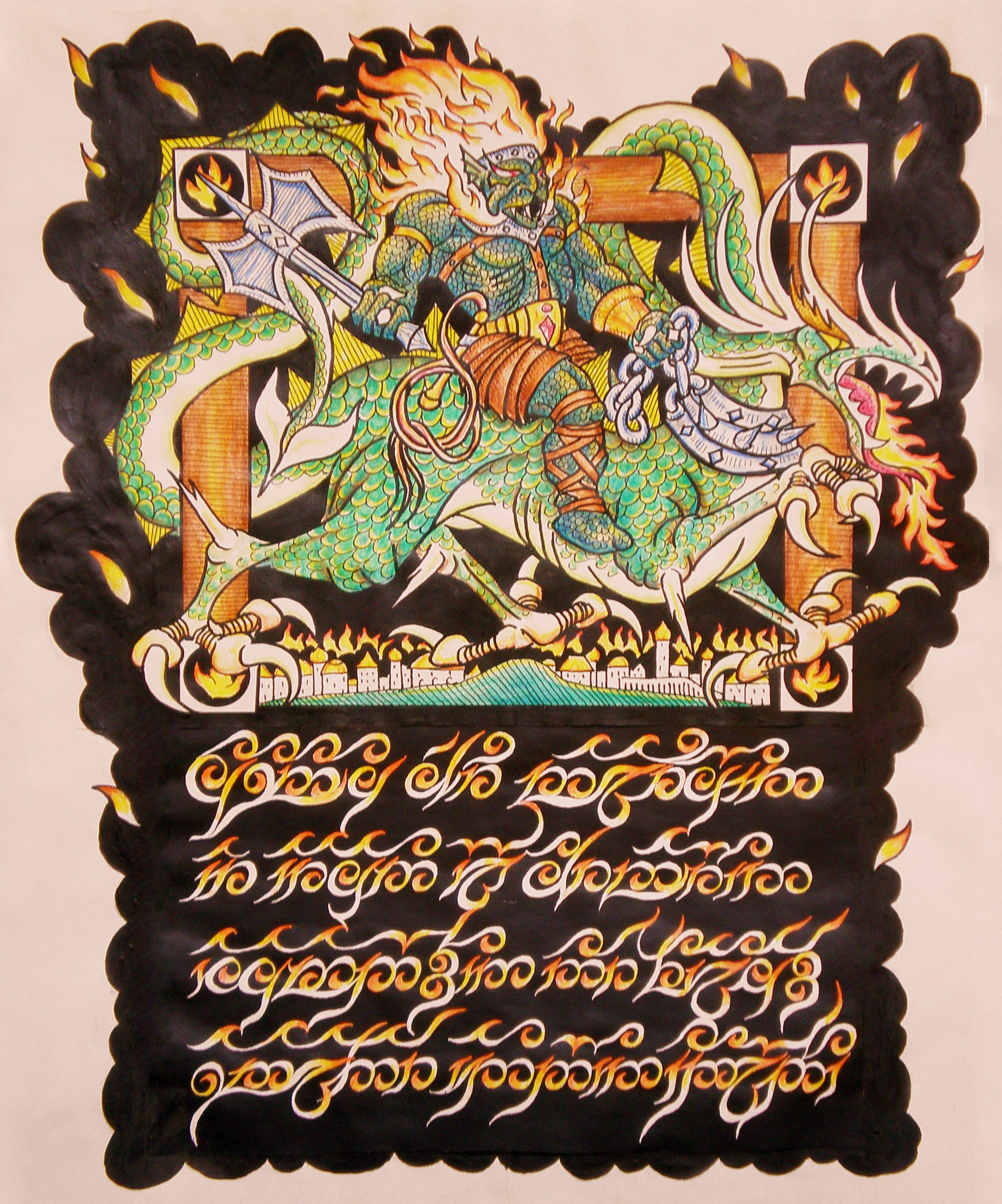
Готмог, военачальник Ангбанда, при штурме Гондолина

«Паде́ние Го́ндолина» (англ. The Fall of Gondolin) — произведение английского писателя Джона Рональда Руэла Толкина, ставшее последним, изданным под редакцией его сына Кристофера в 2018 году. Председатель литературного общества The Tolkien Society Крис Ганнер отметил, что история падения Гондолина является «священным Граалем текстов Толкина» и «одной из трёх великих историй» легендариума наряду с «Детьми Хурина» и «Историей Берена и Лутиэн».

## Сюжет
Гондолин был тайным городом эльфов, построенным Тургоном в Первую эпоху. В «Падении Гондолина» повествуется об основании города, прибытии в него Туора, принца людей, о предательстве города Маэглином и о его последующем разрушении армиями Моргота.

## Самостоятельная книга
30 августа 2018 года книга «Падение Гондолина» вышла в Великобритании и в США. В Великобритании книга была опубликована издательством HarperCollins, а в США — издательством Houghton Mifflin. Иллюстрации к первому изданию книги предоставил Алан Ли. Главным редактором стал сын Джона Рональда, Кристофер Толкин, который также был редактором «Сильмариллиона», «Неоконченных сказаний», «Истории Средиземья», «Детей Хурина» и других работ Дж. Р. Р. Толкина, изданных после смерти профессора. В предисловии к изданию Кристофер признался, что это, скорее всего, его последняя книга. Книга действительно стала последней для Кристофера Толкина, который умер в январе 2020 года.

## Происхождение и предыдущие публикации
Ранее версии истории падения Гондолина излагались в «Сильмариллионе», «Неоконченных преданиях» в «Книге утраченных сказаний» (все они были опубликованы после смерти автора под редакцией его сына Кристофера).
Толкин начал работать над историей ещё в 1917 году, находясь в армейских бараках. История падения Гондолина является самой ранней из сохранившихся историй в легендариуме Толкина. Толкин прочитал эту историю вслух на собрании клуба эссеистов Эксетерского колледжа весной 1920 года.
В дальнейшем Толкин постоянно перерабатывал истории Первой эпохи, включая историю о падении Гондолина. Самая ранняя версия истории, написанная Толкином в 1917 году, была опубликована уже посмертно во втором томе «Книги утраченных сказаний» (1984 год). Версия падения Гондолина, которая представлена в «Сильмариллионе» (1977 год), сочетает в себе несколько версий истории, которые свёл воедино и отредактировал Кристофер Толкин. Поздняя версия истории о падении Гондолина также была представлена в «Неоконченных преданиях» (1980 год) под названием «О Туоре и его пришествии в Гондолин». Это расширенная версия более ранней истории, но она обрывается задолго до собственно падения Гондолина.